# Всесвітній день смайлів

Версія смайликів «Відривний календар», що відображається 17 липня.

Всесвітній день смайлів — щорічне неофіційне свято, яке відбувається 17 липня, і має на меті відзначати смайлики; за роки, що минули з самого початку, популярною датою стало оголошення про товари чи інші оголошення та випуски, що стосуються смайлів.

## Витоки
Всесвітній день емодзі є «дітищем Джеремі Берджа» згідно з CNBC, який заявив, що «засновник Емоджипедії в Лондоні створив його» у 2014 році.
Нью-Йорк таймс повідомляла, що Бердж створив його 17 липня «на основі способу відображення календарних смайлів на iPhone». На перший Всесвітній день емодзі Бердж сказав Індепендент, «що ніяких офіційних планів не було запроваджено», крім вибору дати. Washington Post запропонував у 2018 році читачам використовувати цей день для «спілкування лише смайликами».
NBC повідомляв, що цей день був найпопулярнішим у Твіттері 17 липня 2015 року.
У 2016 році Google змінив вигляд символу Unicode ознака U+1F4C5 📅 CALENDAR до 17 липня on Android, Gmail, Hangouts та Chrome OS продукти. Станом на 2020 рік, більшість основних платформ перейшли на показ 17 липня на цьому смайлі, щоб уникнути плутанини у Всесвітній день смайликів.

## Оголошення
Із 2017 року Apple використовує кожен Всесвітній день смайлів, щоб оголосити про майбутні розширення асортименту смайлів на iOS.
У Всесвітній день смайлів 2015 року Pepsi запустила PepsiMoji, яка включала клавіатуру смайлів та спеціальні банки та пляшки Pepsi Всесвітнього дня емодзі. Спочатку вони були випущені в Канаді і розширені до 100 ринків у 2016 році.
У 2016 році Sony Pictures Animation використовувала Всесвітній день смайлів, щоб оголосити Ті Джей Міллер першим учасником Емоджі Муві, Google випустила «серію нових смайлів, які охоплюють жінок різного походження», і Емоджипедія запустила першу премію World Emoji Awards. Інші оголошення про Всесвітній день емодзі у 2016 році надійшли від Disney, General Electric, Твіттер та Кока-кола.
Лондонський Королівський оперний театр представив 20 опер та балетів у формі смайликів, Google оголосив про закінчення своїх «крапливих смайликів», а переможців премії World Emoji Awards оголосили з торгового залу Нью-Йоркської фондової біржі та трансляції на Чеддарі.
У 2018 році Кім Кардаш'ян випустила свою лінію ароматів Kimoji на Всесвітній день смайлів, Apple переглянула нові дизайни смайлів, включаючи рудих і замінила виконавчі фотографії на своїй корпоративній сторінці керівництва смайликами, Google оголосив про повернення «крапливих смайликів» у формі наклейки, а Facebook оголосив, що «700 мільйонів смайликів використовуються в публікаціях Facebook щодня».
У Всесвітній день смайлів 2019 року була оголошена премія за найпопулярніші нові смайли як «Усміхнене обличчя з серцями». У 2020 році найпопулярніші нові смайли були оголошені як «Біле серце» в австралійському «Ранковому шоу» .
Корпорація Майкрософт використовувала Всесвітній день смайлів у 2021 році для попереднього перегляду капітального ремонту набору смайлів Windows, уперше використавши систему Fluent Design System.

## Події
Меггі Джилленгол, Ендрю Раннеллс та Олівія Палермо взяли участь у заході Червоної доріжки Всесвітнього дня емодзі Pepsi. У 2017 році Пола Абдул, Мая Рудольф, Ліам Айкен, Джеремі Бердж та Ферн Малліс на Червоній доріжці Сакс П'ята авеню у Всесвітній день емодзі.
Емпайр-Стейт-Білдінг був засвічений «жовтим смайликом» до Всесвітнього дня смайлів у 2017 році, а на дзвінок закриття дзвінка Нью-Йоркської фондової біржі пролунали Джейк Т. Остін із фільму «Емоджі Муві» та Джеремі Бердж з Емоджипедії. Світовий рекорд Гіннеса був здійснений у Дубаї у Всесвітній день смайлів у 2017 році для «найбільшого збору людей, одягнених у смайлики».
Прем'єра музичного Emojiland відбулася поза Оф-Бродвей у Нью-Йорку в Театрі Екорн у Всесвітній день емодзі 2018 в рамках Нью-Йоркського музичного фестивалю.
У 2019 році Британська бібліотека влаштувала захід у Всесвітній день смайлів з президентом Unicode Марком Девісом та засновником Емоджипедії Джеремі Берджем, обговорюючи майбутнє смайлів, а Національний музей кіно в Турині започаткував виставку #FacceEmozioni 1500—2020: From Physiognomy to Emojis також 17 липня.

## У новинах
У 2016 році Твіттер зазначив, що австралійська «закохана в емодзі» міністр закордонних справ Джулі Бішоп поділила свій день народження зі Світовим днем емодзі.
У 2017 році спікер Палати американських депутатів Пол Раян оприлюднив відео про Всесвітній день смайлів, у якому стверджує, що «божеволіє від смайликів», що зазнало широкої критики.
У 2018 році Adweek повідомив, що публікації в соціальних мережах Міністерства оборони, армії та флоту США видаються «дивним пристосуванням для легких радощів» Всесвітнього дня емодзі, тоді як інші торгові точки назвали їх «серією вибілених, здавалося б, нічого твітів, заповнених купою випадкових смайлів» і «найстрашнішою бастардизацією емодзі».